# Kaple Panny Marie (Malá Hraštice)

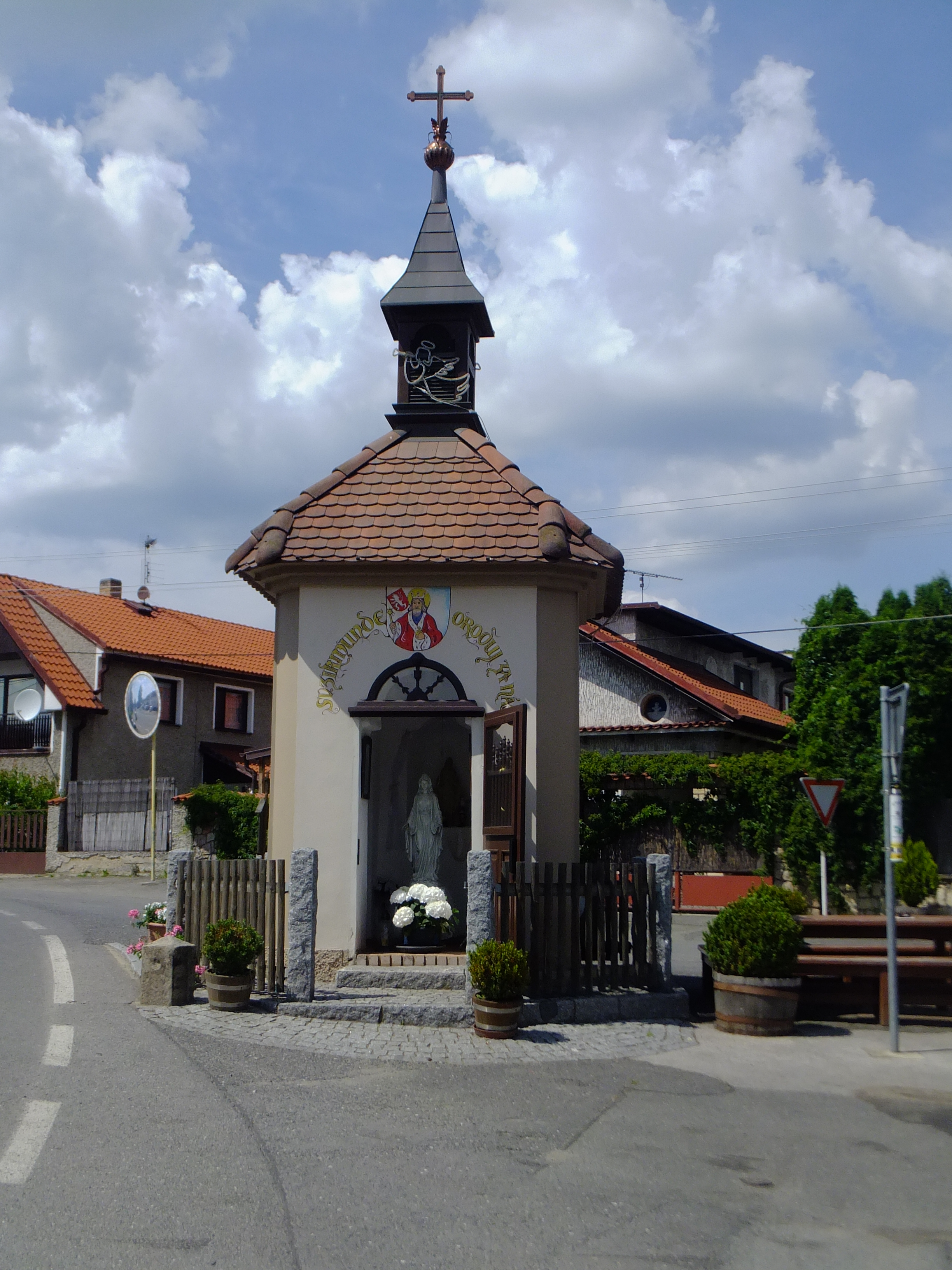
kaplička Panny Marie na návsi

Kaple Panny Marie se nachází na návsi v obci Malá Hraštice ve Středočeském kraji.

## Stavba a rekonstrukce
Kaple byla pravděpodobně postavena v 1. polovině 19. stol.
V březnu r. 2010 proběhla celkově rekonstrukce kapličky. Nechala ji na vlastní náklady s podporou obce opravit místní občanka jménem Stanislava Kortánová. Dala do opravy původní zvon a nechala nainstalovat elektronické pravidelné vyzvánění. Po opravě byla kaple Panny Marie při mši na Velikonoce vysvěcena farářem.

## Bohoslužby
Nepravidelné bohoslužby několikrát do roka.